# Trás-os-Montes (vino)

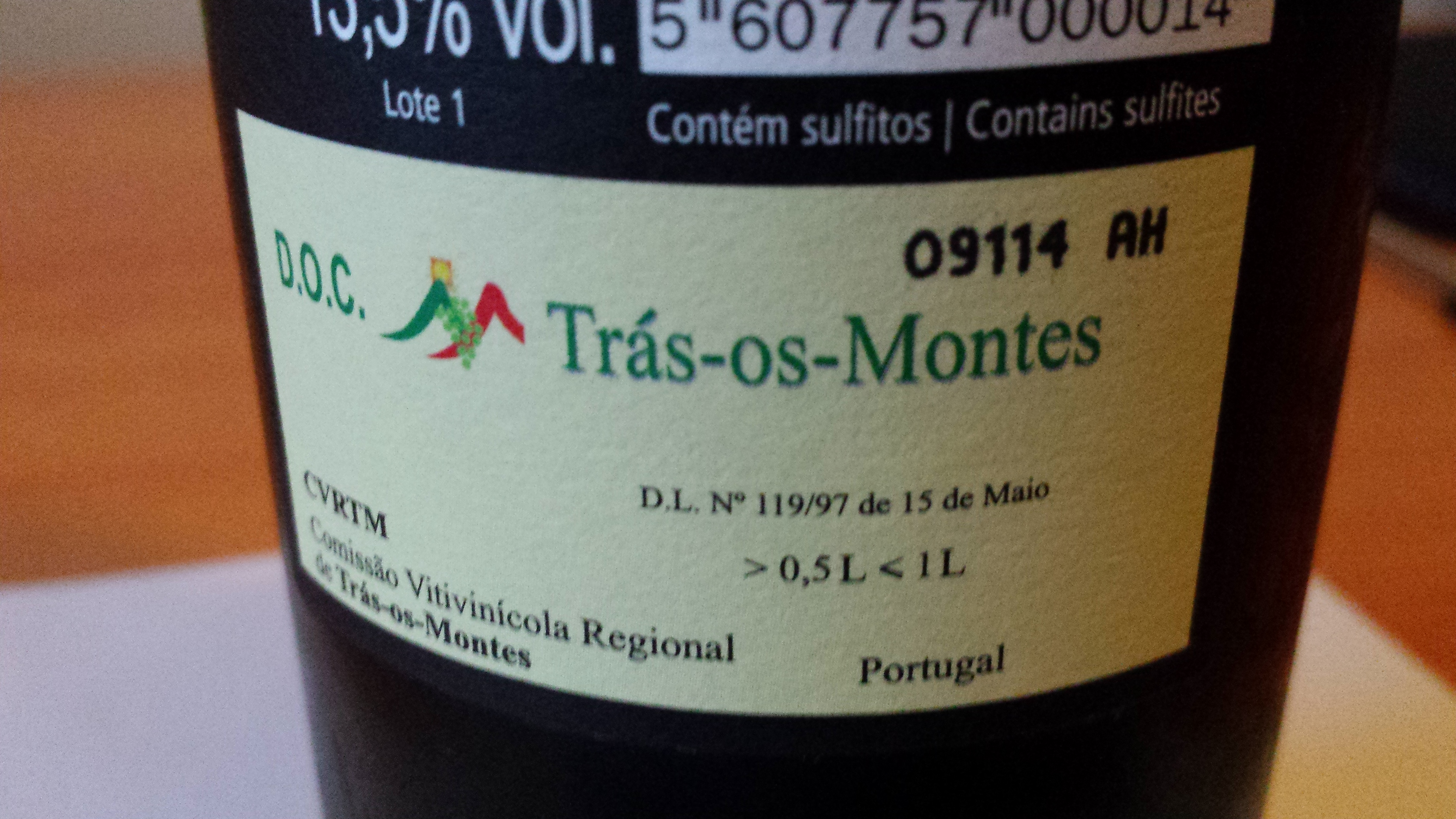
Etiqueta de la DOC Trás-os-Montes

Trás-os-Montes es una denominación de origen (DO) portuguesa para vinos producidos en la región demarcada de Trás-os-Montes, que abarca las subregiones de Chaves, Planalto Mirandês y Valpaços, situadas al nordeste del país.
Los vinos de Trás-os-Montes pueden ser blancos, tintos, rosados, generosos y espumosos. También se produce aguardiente bajo esta misma denominación 

## Variedades de uva
- Tintas: Alicante Bouschet, Aragonez (Tinta Roriz), Baga, Bastardo, Castelão (Periquita) Cornifesto, Malvasia Preta, Marufo, Tinta Barroca, Tinta Carvalha, Tinto Cão, Touriga Franca, Touriga Nacional, Trincadeira (Tinta Amarela) y Moscatel Galego Roxo (Moscatel Roxo).
- Blancas: Alvarinho, Arinto (Pedernã), Bical, Boal Branco, Carrega Branco, Côdega de Larinho, Donzelinho Branco, Fernão Pires (Maria Gomes), Gouveio, Malvasia Fina, Moscatel Galego Branco, Rabigato, Samarinho, Síria (Roupeiro) y Viosinho.